# Penek Rattanarueang
Penek Rattanarueang (in thailandese เป็นเอก รัตนเรือง; Bangkok, 8 marzo 1962) è un regista e sceneggiatore thailandese.

## Biografia
Nato a Bangkok nel 1962, studia dal 1977 al 1985 presso il Pratt Institute di New York; in seguito diviene un illustratore freelance presso la Designframe. È proprio a New York che Rattanarueang sviluppa un crescente interesse per il cinema ed è la visione dei film di cineasti come Federico Fellini, Woody Allen, Jim Jarmusch e Ingmar Bergman che lo spingeranno a diventare un regista.
Nel 1993 comincia a lavorare presso la Film Factory di Bangkok, dirigendo molti spot pubblicitari, alcuni dei quali di successo, tanto da vincere un premio al Festival internazionale della pubblicità di Cannes nel 1997.
Il suo debutto registico avviene sempre nel 1997 sotto lo pseudonimo di Tom Pannet col film Fun Bar Karaoke che fa il giro di diversi festival, tra cui il Festival di Berlino.

## Filmografia
- Fun Bar Karaoke (ฝันบ้าคาราโอเกะ) (1997)
- Rueangtalok 69 (เรื่องตลก 69) (1999)
- Love Song - Monrak Transistor (มนต์รักทรานซิสเตอร์, Monrak Transistor) (2001)
- Last Life in the Universe (เรื่องรัก น้อยนิด มหาศาล, Rueangrak noinit mahasan) (2003)
- Khamphiphaksa khong mahasamut (คำพิพากษาของมหาสมุทร) (2006)
- Phloi (พลอย) (2007)
- Nangmai (นางไม้) (2009)
- Fontokkhuenfa (ฝนตกขึ้นฟ้า) (2011)
- Raengduengdut (แรงดึงดูด) (2014)
- Mai mi Samui samrap thoe (ไม่มีสมุยสำหรับเธอ) (2017)
- 6ixtynin9 - La serie (เรื่องตลก 69 เดอะซีรีส์, Rueangtalok 69: The Series) – serie TV, 6 episodi (2023)